# Zabol (provins)
Zabol, eller Zabul (pashto: زابل, persiska: زابل), är en av Afghanistans 34 provinser (wilayat). Zabol beräknades år 2022 ha omkring 398 000 invånare. Provinshuvudstad är Qalat.

## Administrativ indelning
Provinsen är indelad i 11 distrikt.
- Arghandab
- Atghar
- Daychopan
- Kakar
- Mizan
- Nawbahar
- Qalat
- Shah Joy
- Shomulzay
- Shinkay
- Tarnak wa Jaldak